# Polydesmus fontium
Polydesmus fontium är en mångfotingart som beskrevs av Karl Wilhelm Verhoeff. Polydesmus fontium ingår i släktet Polydesmus och familjen plattdubbelfotingar. Utöver nominatformen finns också underarten P. f. savinensis.